# Liste der Biografien/Roti
Liste der Biografien |
Portal Biografien |
Personensuche
# |
A |
B |
C |
D |
E |
F |
G |
H |
I |
J |
K |
L |
M |
N |
O |
P |
Q |
R |
S |
T |
U |
V |
W |
X |
Y |
Z |
?
 
Ra |
Rb |
Rd |
Re |
Rh |
Ri |
Rj |
Rk |
Rl |
Rm |
Rn |
Ro |
Rr |
Rs |
Rt |
Ru |
Rv |
Rw |
Rx |
Ry |
Rz
 
Roa |
Rob |
Roc |
Rod |
Roe |
Rof |
Rog |
Roh |
Roi |
Roj |
Rok |
Rol |
Rom |
Ron |
Roo |
Rop |
Roq |
Ror |
Ros |
Rot |
Rou |
Rov |
Row |
Rox |
Roy |
Roz 
 
Rota |
Rotb |
Rotc |
Rote |
Rotf |
Rotg |
Roth |
Roti |
Rotk |
Rotl |
Rotm |
Roto |
Rotp |
Rotr |
Rots |
Rott |
Rotu |
Rotw |
Roty |
Rotz 
Die Liste der Biografien führt alle Personen auf, die in der deutschsprachigen Wikipedia einen Artikel haben. Dieses ist eine Teilliste mit 29 Einträgen von Personen, deren Namen mit den Buchstaben „Roti“ beginnt.

## Roti

### Rotib
- Rotibi, Sammi, nigerianisch-US-amerikanischer Schauspieler

### Rotic
- Rotich, Abraham (* 1993), bahrainischer Mittelstreckenläufer kenianischer Herkunft
- Rotich, Alfred Kipkoech Arap (* 1957), kenianischer Geistlicher, römisch-katholischer Bischof von Kericho
- Rotich, Bartonjo (1938–2019), kenianischer Hürdenläufer und Sprinter
- Rotich, Benjamin (* 1975), kenianischer Marathonläufer
- Rotich, Caroline (* 1984), kenianische Marathonläuferin
- Rotich, Elisha (* 1994), kenianischer Langstreckenläufer
- Rotich, Ferguson Cheruiyot (* 1989), kenianischer Leichtathlet
- Rotich, James (* 1978), kenianischer Marathonläufer
- Rotich, Joan Kipkemoi (* 1993), kenianische Hindernisläuferin
- Rotich, John Kipngeno (* 1969), kenianischer Marathonläufer
- Rotich, Juliana (* 1977), kenianische IT-Expertin
- Rotich, Laban (* 1969), kenianischer Mittelstreckenläufer
- Rotich, Lucas Kimeli (* 1990), kenianischer Langstreckenläufer
- Rotich, Lydia (* 1988), kenianische Hindernisläuferin
- Rotich, Michael (* 1978), kenianischer Mittelstreckenläufer
- Rotich, Michael Kosgey (* 1982), kenianischer Marathonläufer
- Rotich, Mike (* 1978), kenianischer Marathonläufer
- Rotich, Sammy Kibet (* 1980), kenianischer Marathonläufer
- Rotich, Titus (* 1983), kenianischer Biathlet und früherer Leichtathlet
- Rotich, William Todoo (* 1980), kenianischer Marathonläufer

### Rotif
- Rotifer, Robert (* 1969), österreichischer Musiker, Musikjournalist und RadiomoderatorRobert Rotifer (* 1969)

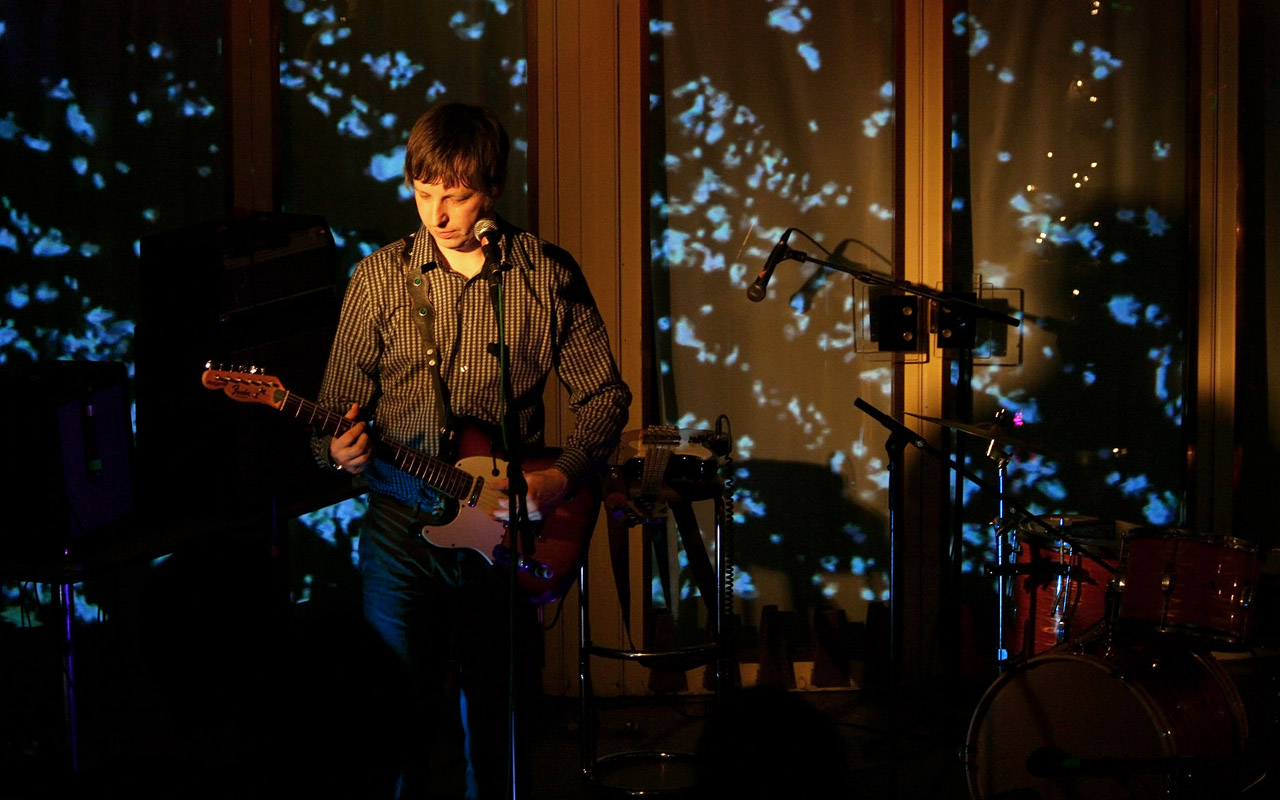
Robert Rotifer (* 1969)

### Rotim
- Rotim, David (* 1985), deutscher Basketballspieler
- Rotimi, Ola (1938–2000), nigerianischer Schriftsteller

### Rotin
- Röting, Lazarus (1549–1614), deutscher Maler
- Roting, Michael (1494–1588), Lehrer des Melanchthon-Gymnasiums Nürnberg und Tischgenosse Philipp Melanchthons
- Rotinjan, Alexander Leonowitsch (1913–1991), russisch-armenischer Elektrochemiker
- Rotinjan, Lewon Alexandrowitsch (1879–1964), armenischer Physikochemiker und Hochschullehrer
- Rotinsulu, Jolene Marie (* 1996), indonesisch-US-amerikanische Schauspielerin, Model und Behindertenaktivistin